# Sông Saale
Saale (phát âm tiếng Đức: [ˈzaːlə]), cũng được gọi là Saale thuộc Sachsen (tiếng Đức: Sächsische Saale) và Saale thuộc Thüringen (tiếng Đức: Thüringische Saale), là một con sông tại Đức và là một chi lưu tả ngạn của Elbe.
Saale bắt nguồn từ núi Großer Waldstein gần Zell tại Fichtelgebirge thuộc Upper Franconia (Bayern), ở độ cao 728 m. Saale sau đó có một dòng chảy quanh có với hướng chung là hướng bắc, và sau đó chảy qua thị trấn chế tạo Hof, tiến vào Thüringen. Saale chảy giữa vùng đồi núi thấp cây cối rậm rạp của rừng Thüringen cho đến khi tiến vào thung lũng Saalfeld. Sau khi dời Saalfeld, Saale chảy đến Rudolstadt. Tại đây, Saale nhận nước từ Schwarza, thung lũng sông này nằm bên tòa lâu đài đổ nát Schwarzburg, trụ sở của nhà cầm quyền trước đây, Nhà Schwarzburg.
Từ Saalfeld, Saale tiếng vào vùng đồi đá vôi ở phía bắc rừng Thüringen, và lướt qua phía dưới các ngọn đồi cằn cỗi, hình nón bao quanh đô thị đại học Jena. Sông tiến vào Sachsen-Anhalt và chảy qua vùng suối khoáng Bad Kösen, tưới nước cho những ngọn đồi nho, sau khi tiếp nhận một phụ lưu nước sâu là Unstrut tại Naumburg, Saale chảy qua Weißenfels, Merseburg, Halle, Bernburg và Calbe. Saale cuối cùng đổ vào Elbe ngay phía trên Barby, sau khi vượt qua 413 km (257 mi) (bị rút ngắn 14 km (8,7 mi) do một tuyến kênh vòng, chiều dài tự nhiên là 427 kilômét (265 mi)).
Saale có khả năng thông hành từ Naumburg và kết nối với Weiße Elster gần Leipzig bằng một kênh đào. Đất đai của phần phía dưới của thung lũng sông đặc biệt màu mỡ, và là nơi cung cấp một lượng lớn củ cải đường. Các chi lưu Weiße Elster, Regnitz và Orla nằm bên hữu ngạn, và Ilm, Unstrut, Salza, Wipper và Bode nằm ở tả ngạn. Ở phần thượng du, Saale chảy nhanh.